# 舟山地区革命委员会
舟山地区革命委员会，简称舟山地区革委会、舟山地革委会，是文化大革命时期舟山地区的国家权力机关。1978年9月撤销，设立舟山地区行政公署。1987年1月舟山地区撤销，设立舟山市。

## 历史
文化大革命开始后，舟山地区局势不稳定。到1969年，舟山地区武斗仍在不断升级。1970年2月，南京军区和浙江省革命委员会在南京召开联席会议，研究解决舟山问题。会后，南京军区党委向中共中央提交《关于解决舟山问题的报告》，3月15日，中共中央发出毛泽东批示“照办”的《中央关于舟山问题的批复》（中发〔1970〕18号文件）。此后，舟山问题仍有反复。1971年4月6日，舟山地区革命委员会成立。5月，中共舟山地革委会核心小组建立。1971年4月24日，毛泽东阅看李德生关于舟山问题同许世友谈话情况的报告并作批示。1978年9月16日，地革委会撤销，设立舟山地区行政公署。